# Mertz Tibor Róbert
Mertz Tibor Róbert (Szolnok, 1903. február 12. – Szeged, 1962. április 25.) orvos, belgyógyász.

## Élete
Szülei Szolnokon éltek. Apja Mertz Ferenc városi tisztviselő, anyja Eördögh Mária. Öccse Mertz Ferenc, a szolnoki Szigligeti Színház díszlettervezője, később a szolnoki katonai repülőtér műszaki rajzolója. Nagyapja Mertz Ferenc gyógyszerész.
Szolnokon végezte gimnáziumi tanulmányait, orvosi diplomáját a Szegedre telepített Kolozsvári Ferencz József Tudományegyetem orvosi karán szerezte meg 1929-ben, majd belgyógyászati képesítést a szegedi közkórházban szerzett. Dolgozott körorvosként Kiskundorozsma-Forráskúton, majd körzetorvosként a szegedi Móravárosban.
Német neve miatt mint polgári személyt Szovjetunióba internálták 1945. január 5-én, mely 1949. december 5-éig tartott. Állását ezalatt fenntartották számára. Szabadulása után tovább dolgozott, de súlyos üzemi, közlekedési balesete miatt bal lábát amputálni kellett. 1962-ben bekövetkezett haláláig mankóval és triciklivel járta betegeit.
2010. június 25-én Szeged Megyei Jogú Város Közgyűlése, munkásságára és sorsára kegyelettel emlékezve, utcát nevezett el róla Móravárosban. Mertz Tibor Szegeden a Belvárosi temetőben nyugszik.

## Magánélet
Felesége Kasztner Ibolya (1906-1978), a Délalföldi Mezőgazdasági Kísérleti Intézet egykori titkárnője. Gyermekei dr. Mertz Tibor Zoltán (Szeged, 1935. március 21.) orvos - Németországban él Dr. med. Tibor von Mertz néven - és Mertz Helga Anna Mária (Papp Lajosné; Szeged, 1938. február 25. – Miskolc, 2005. október 14.) laboratóriumi asszisztensnő, Szeged - Miskolc.

## Galéria

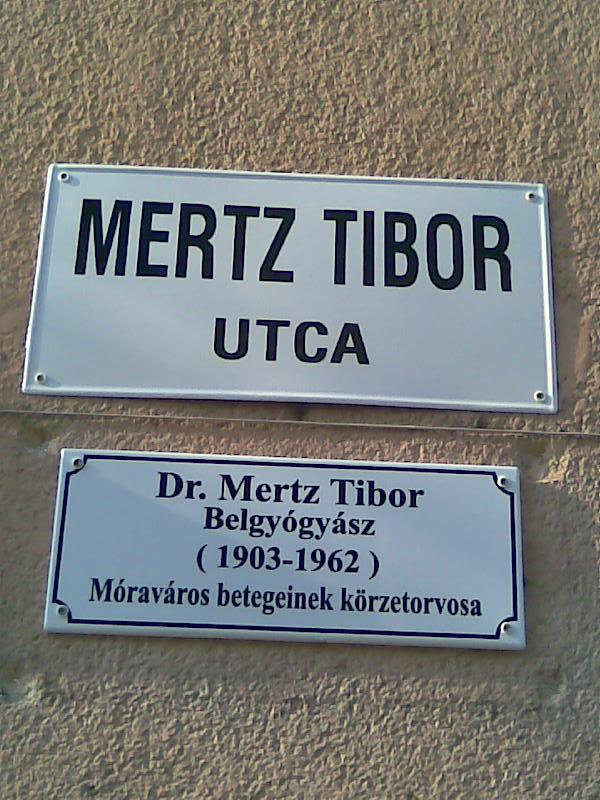
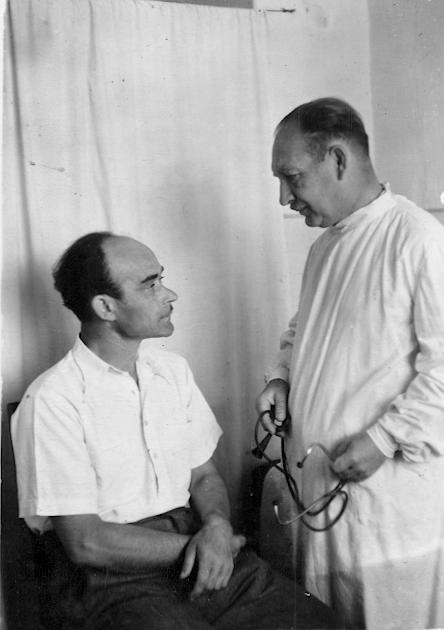
Schmél János és Dr. Mertz, az internálótábor orvosa